# Anthracycline

Daunorubicine, l'anthracycline prototypique

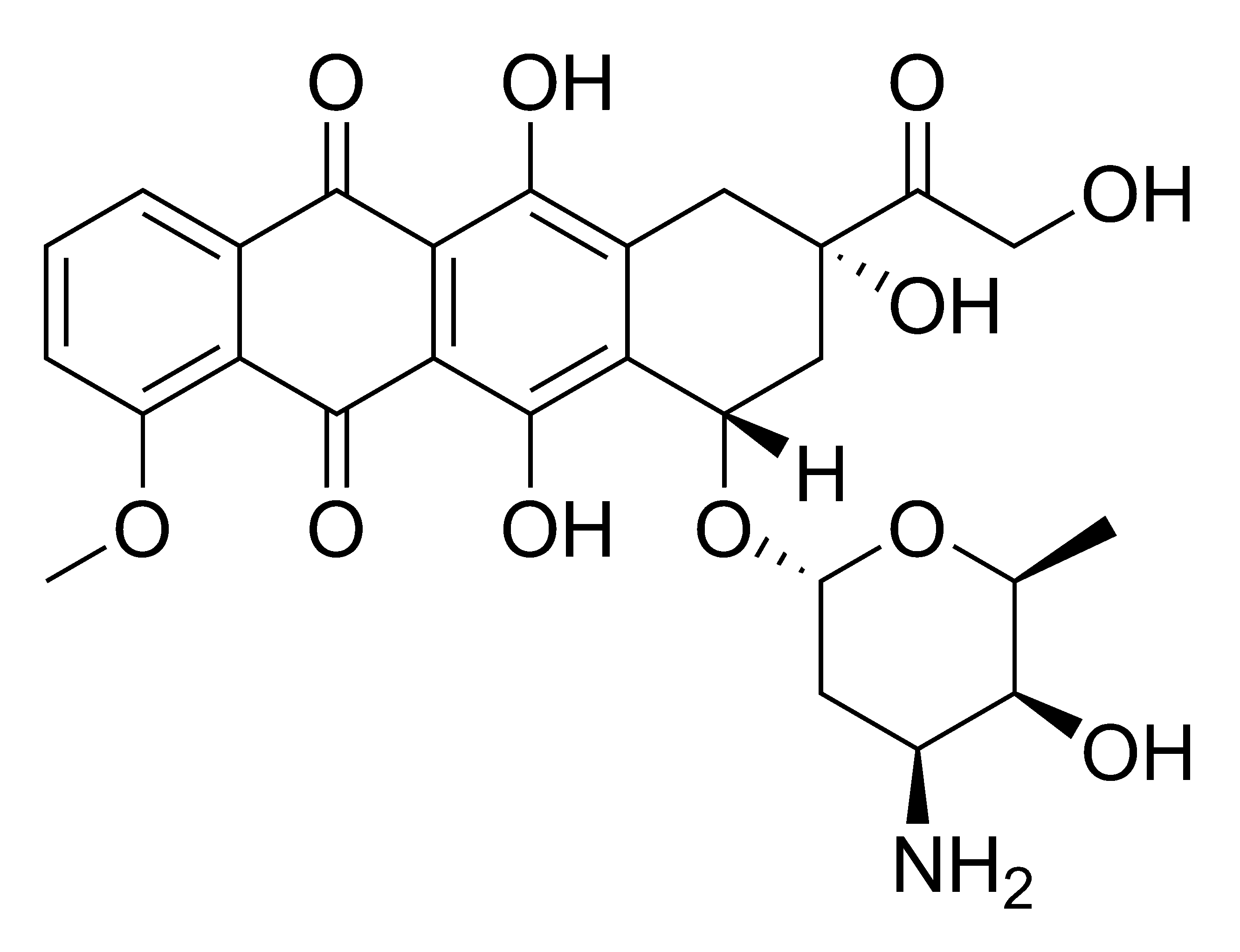
Doxorubicine

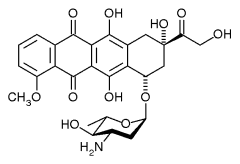
Épirubicine

Idarubicine

Les anthracyclines  sont une famille de médicaments anticancéreux d'origine naturelle. Elles ont été isolées, comme la plupart des antibiotiques, à partir de micro-organismes, des actinobactéries du genre Streptomyces. Elles ont été découvertes en 1963, presque simultanément par une équipe française et une équipe italienne.
Le suffixe rubicine rappelle leur couleur rouge intense.

## Histoire
La première anthracycline était la daunorubicine (découverte en 1963), surtout active dans les hémopathies malignes (leucémies et lymphomes), alors que la doxorubicine, isolée quelques années plus tard en Italie, est également active dans les adénocarcinomes et les sarcomes : on la considère comme le chef de file de ces médicaments. 
Deux objectifs ont guidé la recherche de nouvelles anthracyclines ; découvrir des molécules ne présentant ni chimiorésistance croisée avec les premières ni toxicité pour le cœur. 

Plus de sept cents molécules ont été isolées, soit à partir de souches de streptomyces, soit par modifications chimiques des premières anthracyclines, mais seules quelques-unes sont devenues des médicaments : 
- l'épirubicine
- la pirarubicine
- l'idarubicine
- la zorubicine
- l'aclarubicine.
- la doxorubicine

## Principe actif
Les anthracyclines s'intercalent entre les paires de bases azotées de l'ADN et inhibent l'activité de la topoisomérase II, d'où le nom d' « intercalants » donné à ce groupe de substances ; 

la plupart d'entre elles forment des radicaux libres oxygénés responsables de leur toxicité, mais sans doute pas de leur activité anticancéreuse. Leur caractère oxydant peut être atténué par des antioxydants spécifiques (ex: VP-16 dérivé semi-synthétique de la podophyllotoxine). Ces composés s'administrent par voie veineuse stricte, en injections rapides, pour éviter une extravasation à côté de la veine, qui endommagerait les tissus. Outre leur toxicité pour les cellules sanguines et les muqueuses du tube digestif, les anthracyclines ont une toxicité cardiaque.

## Toxicité
L'anthracycline est facteur de peroxydation lipidique.

## Toxicité cardiaque
Elle est de type dose-dépendante et cumulative, et peut donc être un obstacle à l'utilisation des anthracyclines.
Son mécanisme n'est pas clair. Il existe une destruction des cellules myocardiques. Des considérations expérimentales semblent montrer qu'il existe une destruction des cellules progénitrices, ce qui pourrait expliquer une plus grande sensibilité chez l'enfant.
Elle peut se manifester par l'apparition d'un tableau d'insuffisance cardiaque avec une altération de la fonction systolique, non réversible. Même en cas de normalité de cette dernière, certains paramètres peuvent être altérés, comme la consommation maximale d'oxygène ou l'augmentation du débit cardiaque lors d'un effort.
La dexrazoxane peut être prescrite en tant que cardio protecteur mais son efficacité réelle n'a pas fait ses preuves. L'atorvastatine semble limiter la dégradation de la fonction cardiaque.